# Henri Ehret
Henri Ehret est un historien français, responsable culturel et académique.

## Biographie
Henri Ehret a été conseiller culturel à l'Ambassade de France à Varsovie de 1959 à 1962 et à l'Ambassade de France à Prague dans les années 1960. Il a également dirigé entretemps l'Institut français d'Athènes.
Il a été Inspecteur d'académie, notamment à Troyes.

## Publications
- André Chénier et la Grèce : Exposition à l'Institut français d'Athènes, organisées par Henri Ehret, Institut français d'Athènes, 1963.
- Mathieu Braunstein, Henri Ehret, Antoine Marès, Olivier Poivre d'Arvor Une histoire de l'Institut français de Prague, Volume 2 de Les Cahiers de la Štěpánská, 1993[2]
  - Z historie Francouzského Institutu v Praze, 1993
- Jan Amos Komensky (Comenius) : Nivnice en Moravie 1592 - Amsterdam 1670; guide biographique, Reims : Centre régional de recherche et de documentation pédagogiques de l'Académie de Reims, 1972.
- "Passe avant le meilleur", ou l'histoire de ces comtes qui ont fait la Champagne, Troyes : Renaissance, 1989.